# Іван Курнуає
Іван Курнуає (фр. Yvan Cournoyer, нар. 22 листопада 1943, Драммонвіль) — колишній канадський хокеїст, що грав на позиції крайнього нападника. Грав за збірну команду Канади.
Член Зали слави хокею з 1982 року. Володар Кубка Стенлі. Провів понад тисячу матчів у Національній хокейній лізі. 

## Ігрова кар'єра
Хокейну кар'єру розпочав 1960 року.
Усю професійну клубну ігрову кар'єру, що тривала 17 років, провів, захищаючи кольори команди «Монреаль Канадієнс».
Загалом провів 1115 матчів у НХЛ, включаючи 147 ігор плей-оф Кубка Стенлі.
Виступав за національну збірну Канади.

## Нагороди та досягнення
- Трофей Реда Тілсона — 1964
- Володар Кубка Стенлі (10) — 1965, 1966, 1968, 1969, 1971, 1973, 1976, 1977, 1978, 1979
- Друга збірна усіх зірок НХЛ — 1969, 1971, 1972, 1973
- Приз Конна Сміта — 1973

## Статистика
| Сезон        | Клуб                       | Ліга         | Регулярна першість | Регулярна першість | Регулярна першість | Регулярна першість | Регулярна першість | Плей-оф | Плей-оф | Плей-оф | Плей-оф | Плей-оф |
| Сезон        | Клуб                       | Ліга         | І                  | Г                  | П                  | О                  | ШХ                 | І       | Г       | П       | О       | ШХ      |
| ------------ | -------------------------- | ------------ | ------------------ | ------------------ | ------------------ | ------------------ | ------------------ | ------- | ------- | ------- | ------- | ------- |
| 1960–61      | Лашин Марунс               | MMJHL        | 42                 | 37                 | 31                 | 68                 | —                  | —       | —       | —       | —       | —       |
| 1961–62      | «Монреаль Юніор Канадієнс» | ОХА-Jr.      | 32                 | 15                 | 16                 | 31                 | 8                  | 6       | 4       | 4       | 8       | 0       |
| 1962–63      | «Монреаль Юніор Канадієнс» | ОХА-Jr.      | 36                 | 37                 | 27                 | 64                 | 24                 | 10      | 3       | 4       | 7       | 6       |
| 1963–64      | «Монреаль Юніор Канадієнс» | ОХА-Jr.      | 53                 | 63                 | 48                 | 111                | 30                 | 17      | 19      | 8       | 27      | 15      |
| 1963–64      | «Монреаль Канадієнс»       | НХЛ          | 5                  | 4                  | 0                  | 4                  | 0                  | —       | —       | —       | —       | —       |
| 1964–65      | «Монреаль Канадієнс»       | НХЛ          | 55                 | 7                  | 10                 | 17                 | 10                 | 12      | 3       | 1       | 4       | 0       |
| 1964–65      | «Квебек Ейсес»             | АХЛ          | 7                  | 2                  | 1                  | 3                  | 0                  | —       | —       | —       | —       | —       |
| 1965–66      | «Монреаль Канадієнс»       | НХЛ          | 65                 | 18                 | 11                 | 29                 | 8                  | 10      | 2       | 3       | 5       | 2       |
| 1966–67      | «Монреаль Канадієнс»       | НХЛ          | 69                 | 25                 | 15                 | 40                 | 14                 | 10      | 2       | 3       | 5       | 6       |
| 1967–68      | «Монреаль Канадієнс»       | НХЛ          | 64                 | 28                 | 32                 | 60                 | 23                 | 13      | 6       | 8       | 14      | 4       |
| 1968–69      | «Монреаль Канадієнс»       | НХЛ          | 76                 | 43                 | 44                 | 87                 | 31                 | 14      | 4       | 7       | 11      | 5       |
| 1969–70      | «Монреаль Канадієнс»       | НХЛ          | 72                 | 27                 | 36                 | 63                 | 23                 | —       | —       | —       | —       | —       |
| 1970–71      | «Монреаль Канадієнс»       | НХЛ          | 65                 | 37                 | 36                 | 73                 | 21                 | 20      | 10      | 12      | 22      | 6       |
| 1971–72      | «Монреаль Канадієнс»       | НХЛ          | 73                 | 47                 | 36                 | 83                 | 15                 | 6       | 2       | 1       | 3       | 2       |
| 1972–73      | «Монреаль Канадієнс»       | НХЛ          | 67                 | 40                 | 39                 | 79                 | 18                 | 17      | 15      | 10      | 25      | 2       |
| 1973–74      | «Монреаль Канадієнс»       | НХЛ          | 67                 | 40                 | 33                 | 73                 | 18                 | 6       | 5       | 2       | 7       | 2       |
| 1974–75      | «Монреаль Канадієнс»       | НХЛ          | 76                 | 29                 | 45                 | 74                 | 32                 | 11      | 5       | 6       | 11      | 4       |
| 1975–76      | «Монреаль Канадієнс»       | НХЛ          | 71                 | 32                 | 36                 | 68                 | 20                 | 13      | 3       | 6       | 9       | 4       |
| 1976–77      | «Монреаль Канадієнс»       | НХЛ          | 60                 | 25                 | 28                 | 53                 | 8                  | —       | —       | —       | —       | —       |
| 1977–78      | «Монреаль Канадієнс»       | НХЛ          | 68                 | 24                 | 29                 | 53                 | 12                 | 15      | 7       | 4       | 11      | 10      |
| 1978–79      | «Монреаль Канадієнс»       | НХЛ          | 15                 | 2                  | 5                  | 7                  | 2                  | —       | —       | —       | —       | —       |
| Усього в НХЛ | Усього в НХЛ               | Усього в НХЛ | 968                | 428                | 435                | 863                | 255                | 147     | 64      | 63      | 127     | 47      |